# El mundo se equivoca
El mundo se equivoca es el título del tercer álbum de estudio grabado por la banda de pop/rock española La 5°. Estación. Fue lanzado al mercado bajo el sello discográfico Sony BMG Norte el 22 de agosto de 2006. El álbum El mundo se equivoca fue dirigido y producido de nueva cuenta por Armando Ávila. Por este álbum el grupo recibió el Premio Grammy Latino al Mejor Álbum Pop por un Dúo o Grupo en la 8°. edición de los Premios Grammy Latinos celebrada el jueves 8 de noviembre de 2007.

## Lista de canciones
| El mundo se equivoca |                               |                                    |          |  |
| N.º                  | Título                        | Escritor(es)                       | Duración |  |
| 1.                   | «Tu peor error»               | Ángel Reyero · Armando Ávila       | 2:48     |  |
| 2.                   | «Ahora que te vas»            | Pablo Domínguez · José Luis Vargas | 3:49     |  |
| 3.                   | «Me muero»                    | Natalia Jiménez · Armando Ávila    | 3:11     |  |
| 4.                   | «Para no decirte adiós»       | Ángel Reyero · Armando Ávila       | 3:35     |  |
| 5.                   | «Sueños rotos»                | Pablo Domínguez                    | 4:11     |  |
| 6.                   | «Nada»                        | Ángel Reyero · Pablo Domínguez     | 3:15     |  |
| 7.                   | «Cosa de dos»                 | Ángel Reyero                       | 3:35     |  |
| 8.                   | «La frase tonta de la semana» | Ángel Reyero                       | 4:05     |  |
| 9.                   | «Que fui para ti»             | Natalia Jiménez                    | 3:43     |  |
| 10.                  | «Cartas»                      | Ángel Reyero                       | 3:46     |  |
| 11.                  | «El amor no duele»            | Natalia Jiménez · Armando Ávila    | 3:04     |  |
| 12.                  | «Tan solo quiero amarte»      | Natalia Jiménez                    | 3:21     |  |
| 13.                  | «Así eres»                    | Natalia Jiménez                    | 3:50     |  |

### Pistas adicionales
Edición: El mundo se equivoca & algo más

| N.º | Título                    | Escritor(es)  | Duración |  |
| 14. | «El sol no regresa (DVD)» | Armando Ávila | 3:48     |  |
| 15. | «Algo más (DVD)»          | Armando Ávila | 4:30     |  |
| 16. | «Me muero (DVD)»          | Armando Ávila | 3:11     |  |
| 17. | «Tu peor error (DVD)»     | Armando Ávila | 2:48     |  |

## Ventas
| Lista (2006)                    | Mejor posición |
| ------------------------------- | -------------- |
| España                          | 3              |
| México                          | 6              |
| U.S. Billboard Top Heatseekers  | 16             |
| U.S. Billboard Top Latin Albums | 13             |
| U.S. Billboard Latin Pop Albums | 3              |

| País           | Empresa        | Certificación | Ventas   |
| -------------- | -------------- | ------------- | -------- |
| España         | PROMUSICAE     | 2× Platino    | 160.000+ |
| Estados Unidos | RIAA/Billboard | Platino       | 200.000+ |
| México         | AMPROFON       | Platino+Oro   | 150.000+ |
| Venezuela      | Recordland     | Platino       | 20.000+  |